# Meta Reidel
Helena Meta Reidel (Amsterdam, 10 december 1881 – Doetinchem, 30 december 1963) was een Nederlands alt.

## Loopbaan
Ze was dochter van commissionair Karel August Reidel en Martha Tilmes. Meta had een tweelingzus, die vlak na de geboorte overleed (15 december). Zelf huwde ze in 1927 advocaat Johannes Willem Frederik Donath, bestuurslid (onder andere secretaris en voorzitter) verbonden aan de Arnhemsche Orkest Vereeniging. Reidel werd begraven op begraafplaats Heiderust te Rheden.
Het zag er niet naar uit dat ze in podiumkunsten haar geld zou verdienen; ze zou onderwijzeres worden. Echter haar zangonderwijzeres was onder de indruk van haar stem en raadde haar aan muzieklessen te nemen. Doordat ze in het Toonkunstkoor zong, kon ze les krijgen van Willem Mengelberg. Specifiekere zanglessen ontving ze van Johanna Dusalt, Elisabeth Hortense (Betsy) Bonger (1870-1944), Giuseppe Reschiglian (Italiaanse zang) en Aaltje Noordewier-Reddingius. Tijdens die leerperiode stond ze al enkele keren op de podia. 
Haar doorbraak kwam toen zij op 15 oktober 1914 voor Pauline de Haan-Manifarges inviel in de uitvoering van de Derde symfonie van Gustav Mahler onder leiding van Mengelberg. Daarna reeg ze successen aaneen in heel West-Europa. Daarbij schuwde ze modern en afwijkend repertoire niet. Ze zong ze in 1915 de altstem in de Avondcantate van Catharina van Rennes en in 1927 (begeleid door Eduard van Beinum) onder andere Siete canciones populares van Manuel de Falla. Ze kwam via de concerten in aanraking met de grote solisten van haar tijd zoals Mia Peltenburg, Jacques Urlus, Thom Denijs. Tussen 1912 en 1933 trad ze 89 keer op als solist bij het Concertgebouworkest meest onder leiding van Mengelberg in werken van Mahler en Beethovens Symfonie nr. 9. 
Vanaf 1903 was ze ook actief als zanglerares en lerares methodisch spreken. Di Moorlag is een van haar leerlingen, met wie ze ook wel optrad.
Na haar huwelijk doofde haar loopbaan, die tot eind jaren dertig duurde met optreden met het AOV en als dirigent van een dameskoor. Ze was tijdens haar huwelijk betrokken bij de Soroptische beweging.
- Gemeinsame Normdatei: 116403268
- Virtual International Authority File: 30287083